# Ciò che fai/Domani sì
Ciò che fai/Domani sì un singolo discografico dei New Dada pubblicato in Italia nel 1965.

## Descrizione
Il primo brano è una cover con testo in italiano di "When You Walk into the Room" scritto da Jackie DeShannon; la versione dei New Dada venne inizialmente intitolata Ciò che fai e accreditata per il testo a Shel Shapiro; la Ricordi, detentrice dei diritti in Italia del brano, diffidò la Bluebell, l'etichetta che aveva pubblicato il disco, che fu quindi costretto a cambiare titolo al brano anche se il testo non venne modificato e lo ripubblicò come "La mia voce".

## Tracce
1. Ciò che fai (cover di When You Walk into the Room) (testo: Shel Shapiro – musica: Jackie DeShannon)
2. Domani sì (Franco Califano e Maurizio Arcieri)